# Zhoa
Zhoa (ou Zoa) est une commune du Cameroun située dans la région du Nord-Ouest et le département du Menchum. Son ressort territorial couvre celui de l'arrondissement de Fungom.

## Structure administrative de la commune
La commune qui couvre arrondissement de Fungom comprend les localités suivantes :
- Abaar
- Ajuh-Mbuh
- Biyah
- Bu-U
- Chah
- Esu
- Fang
- Fungom
- Gayama
- Koshin
- Kuk
- Kumfutu
- Kung
- Mashi
- Mekaf
- Missong
- Mmen
- Mumfu
- Mundabili
- Munka
- Munken
- Munkep
- Ngun
- Nyos
- Weah
- Weh
- Yemge